# Alan Ważny
Alan Ważny (* 4. Juni 2007 in Rzeszów) ist ein polnischer Tennisspieler. Er gewann 2025 die Juniorenausgabe der French Open.

## Karriere
Ważny spielt seit 2021 auf der ITF Junior Tour, wo er noch bis Ende 2025 spielberechtigt ist. Dort nahm er zweimal an Grand-Slam-Turnieren teil. Im Einzel gelang ihm bisher kein Matcherfolg, während er im Doppel mit seinem Partner Oskari Paldanius aus Finnland die Doppelkonkurrenz der French Open gewann. Sie gaben im Turnierverlauf nur einen Satz ab. Weitere vier Einzel- und Doppeltitel entschied er für sich. In der Junioren-Rangliste erreichte er mit Platz 13 seine höchste Notierung.
Bei den Profis spielte Ważny ab 2024 Turniere. Bei einem Turnier der ITF Future Tour erreichte er im März 2025 das Viertelfinale im Einzel und gewann dadurch die ersten Punkte für die Tennisweltrangliste – im Doppel gelang ihm dies bereits im Vorjahr.